# Lepidochrysops hypopolia
Lepidochrysops hypopolia är en fjärilsart som beskrevs av Henry Trimen 1887. Lepidochrysops hypopolia ingår i släktet Lepidochrysops och familjen juvelvingar. IUCN kategoriserar arten globalt som utdöd. Inga underarter finns listade i Catalogue of Life.